# HappyThankYouMorePlease
HappyThankYouMorePlease ist eine US-amerikanische Tragikomödie aus dem Jahr 2010 nach einem Drehbuch und unter Regie von Josh Radnor, der auch die Hauptrolle übernahm. Der Film erzählt die Geschichte einer Clique von jungen New Yorkern, die versuchen, mit den Herausforderungen des Erwachsenseins zurechtzukommen.
HappyThankYouMorePlease wurde auf dem Sundance Film Festival 2010 uraufgeführt, bei dem die Produktion den Publikumspreis gewann und für den Großen Preis der Jury nominiert war. Am 4. März 2010 erschien der Film in Kinos in Los Angeles und New York. In Deutschland wurde der Film allerdings am 20. Oktober 2010 nur auf DVD veröffentlicht.

## Handlung
HappyThankYouMorePlease schildert, wie verschiedene Paare versuchen, mit ihrem Alltag fertigzuwerden. Im Zentrum des Films steht Sam, ein (bisher) erfolgloser Buchautor, der auf seine erste Veröffentlichung hinfiebert. Zu seinem Freundeskreis gehören seine beste Freundin Annie, die an Haarausfall leidet und deswegen glaubt, nicht liebenswert zu sein, sowie seine Cousine Mary Catherine und ihr Freund Charlie, die vor der Frage stehen, ob sie aus New York wegziehen werden. Während Charlie gerne nach Los Angeles ziehen würde, möchte Mary in New York bleiben. Als Sam mit der U-Bahn zum Meeting eines Buchverlages fährt, trifft er auf den kleinen Rasheen, der von seiner Pflegefamilie getrennt wurde und Sam ungefragt folgt. Statt mit dem Jungen zur Polizei zu gehen, nimmt er Rasheen spontan bei sich auf, was Sams Leben völlig auf den Kopf stellt. Als seine neue Freundin, Mississippi, die er einen Tag nach der Begegnung mit Rasheen kennenlernte und die als Kellnerin und Kneipensängerin arbeitet, erfährt dass der Junge ein Pflegekind ist für welches Sam kein Sorgerecht hat, trennt sie sich von ihm. Bald wird das Jugendamt darauf aufmerksam, dass Rasheen bei Sam wohnt, woraufhin die Polizei Sam verhaftet und sich des Jungen annimmt. Kurz darauf wird er wieder freigelassen, Rasheen kommt jedoch zu einer neuen Pflegefamilie. Annie lernt währenddessen einen anderen Sam kennen, der sie wertschätzt und durch den sie sich wieder liebenswert fühlen kann. Mary ist schwanger, und dadurch bewegt, entschließt sich Charlie, ihrer Entscheidung über den Wohnort zu folgen. Der Film endet damit, dass Mississippi auf einer Bühne ein Lied singt, Sam hört ihr hingerissen zu. Als sie ihr Lied beendet, bemerkt sie ihn und ihre Blicke treffen sich.

## Produktion
Radnor schrieb das Drehbuch zum Film, während er die erste und zweite Staffel der Sitcom How I Met Your Mother drehte. Er ließ schon bald Darsteller vorsprechen, feilte am Drehbuch und machte sich auf die Suche nach einem Sponsor, den er im April 2009 fand. Die Dreharbeiten begannen Juli 2009 in New York.

## Veröffentlichung

### Amerika
HappyThankYouMorePlease wurde während des Sundance Film Festival 2010 vom 21. bis 31. Januar 2010 in Park City uraufgeführt. Am 4. März 2010 erschien der Film in Kinos um Los Angeles und New York. Insgesamt spielte der Film in den USA die relativ geringe Summe von 216,110 US-$ ein.
Die DVD zum Film wurde in den USA am 21. Juni 2011 veröffentlicht.

### Deutschland
Der Film erschien nicht in den deutschen Kinos. Erst die Firma dtp entertainment AG brachte den Film am 20. Oktober 2010 auf den Markt.

### Europa
Einen Monat nach der Uraufführung in Amerika kam HappyThankYouMorePlease in die spanischen Kinos, wo der Film umgerechnet 551.472 US-$ einspielte und somit ein wenig erfolgreicher war. Der Film wurde außerdem in den Kinos in Belgien, Griechenland und der Türkei veröffentlicht.

## Rezeption
HappyThankYouMorePlease erhielt durchwachsene Kritiken, 42 % Prozent der Kritiker auf Rotten Tomatoes gaben dem Film eine Empfehlung. Der Bewertungsdurchschnitt der Kritiker beläuft sich auf 5,3/10. Auch der von filmstarts.de zusammengetragene Pressespiegel kommt nur auf 2,1 von 5 Sternen.

## Soundtrack
14 von Jaymays Songs wurden als Filmmusik von Michael Brake komponiert, der auch für die Musik bei How I Met Your Mother zuständig war.
- Shout Out Louds – „My Friend and The Ink on His Fingers“
- Friends of the Jitney (with Katrina Lenk, Nyles Lannon and Chris Phillips) – „Phosphorescent Green“
- The Brendan Hines – „Miss New York“
- Cloud Cult – „Please Remain Calm“
- The Generationals – „When They Fight, They Fight“
- Jaymay – „40 Hours Ago“
- Jaymay – „One May Die So Lonely“
- Jaymay – „Never Be Daunted“
- Jaymay – „Lullaby“
- Jaymay – „Have to Tell You“
- Jaymay – „Rock, Scissors, Paper“
- Jaymay – „All Souls“
- Blunt Mechanic – „Thrown Out at Third“
- Jaymay – „1 & 1“
- The Go – „You Go Bangin’ On (remix)“
- Cloud Cult – „Chemicals Collide“
- Blind Pilot – „The Story I Heard“
- The War on Drugs – „Arms like Boulders“
- VA – „Sing Happy“
- Bear Lake – „Smile“
- Dr. Dog – „The World may Never Know“
- Throw Me The Statue – „Waving at the Shore“
- Jaymay – „Long Walk To Never“